# قلانجه
قلانجه، روستایی از توابع بخش مرکزی شهرستان روانسر در استان کرمانشاه ایران است.

## جمعیت
این روستا در دهستان بدر قرار دارد و براساس سرشماری مرکز آمار ایران در سال ۱۳۹۴ جمعیت آن ۳۰۰ نفر بوده‌است.